# Andrea Di Stefano
Andrea Di Stefano (Roma, 15 dicembre 1972) è un attore e regista italiano.

## Biografia
Nato a Roma, si trasferisce – dopo la maturità scientifica e due anni spesi all'università di Roma – a New York, dove studia recitazione all'Actors Studio; sempre negli Stati Uniti d'America debutta in teatro e nel cinema in film indipendenti come Smiles, regia di Andrew Hunt, e The Pagan Book of Arthur Rimbaud, regia di Jay Anania. Il primo ruolo importante è quello di protagonista nel film Il principe di Homburg (1997), regia di Marco Bellocchio.
Tra i numerosi film successivamente interpretati, ricordiamo: Il fantasma dell'Opera (1998), regia di Dario Argento e girato a Budapest; Almost Blue, regia di Alex Infascelli, e Prima che sia notte, diretto da Julian Schnabel, entrambi del 2000; Angela (2002), regia Roberta Torre, Il vestito da sposa (2003), diretto da Fiorella Infascelli; Cuore sacro, per la regia di Ferzan Özpetek, e l'opera prima di Alessandro Tofanelli, Contronatura, entrambi del 2005; Non ti voltare (2009) di Marina de Van.
Nel 1999 debutta in televisione da protagonista nella miniserie in due puntate Ama il tuo nemico, regia di Damiano Damiani, in cui ha il ruolo di Fabrizio Canepa, interpretato anche nella seconda serie in onda nel 2001. Sempre in TV è protagonista, nel ruolo di Umberto Boccioni, del film TV I colori della gioventù (2006), regia di Gianluigi Calderone, e della serie tv Medicina generale (2007), regia di Renato De Maria, in cui ha il ruolo di Giacomo Pogliani, che interpreta anche nella seconda stagione della serie in onda nel 2009, ma che è stata dapprima spostata da Rai 1 a Rai 3 e poi soppressa. Nel 2014 debutta alla regia con Escobar, con protagonista Benicio del Toro.

## Filmografia

### Attore

#### Cinema
- The Pagan Book of Arthur Rimbaud, regia di Jay Anania (1995)
- Il principe di Homburg, regia di Marco Bellocchio (1997)
- Il fantasma dell'Opera, regia di Dario Argento (1998)
- The Citizen, regia di Jay Anania (1999)
- Vendetta, regia di Nicholas Meyer (1999)
- Almost Blue, regia di Alex Infascelli (2000)
- Prima che sia notte, regia di Julian Schnabel (2000)
- Hotel, regia di Mike Figgis (2001)
- Angela, regia di Roberta Torre (2002)
- Il vestito da sposa, regia di Fiorella Infascelli (2003)
- The Ingrate, regia di Kristoff Przykucki (2004)
- A luci spente, regia di Maurizio Ponzi (2004)
- Cuore sacro, regia di Ferzan Özpetek (2005)
- Contronatura, regia di Alessandro Tofanelli (2005)
- Guilty Hearts, regia di George Augusto e Savina Dellicour (2005)
- Videoblog, regia di Alessandro Giordani (2007)
- Non ti voltare, regia di Marina de Van (2009)
- Nine, regia di Rob Marshall (2009)
- Mangia prega ama (Eat Pray Love), regia di Ryan Murphy (2010)
- Vita di Pi (Life of Pi), regia di Ang Lee (2012)
- In guerra per amore, regia di Pif (2016)

#### Televisione
- Vendetta, regia di Nicholas Meyer - Film TV (1999)
- Ama il tuo nemico, regia di Damiano Damiani - Miniserie TV - Rai 2 (1999)
- Ama il tuo nemico 2, regia di Damiano Damiani - Miniserie TV - Rai 2 (2001)
- I colori della gioventù, regia di Gianluigi Calderone - Film TV - Rai 1 (2006)
- Medicina generale, regia di Renato De Maria - Serie TV - Rai 1 (2007-2008)
- Medicina generale 2, regia di Francesco Miccichè e Luca Ribuoli - Serie TV - Rai 1/Rai 3 (2009-2010)
- Odio il Natale, regia di Davide Mardegan e Clemente De Muro - serie Netflix (2022)

### Regista
- Escobar (Escobar: Paradise Lost) (2014)
- The Informer - Tre secondi per sopravvivere (The Informer) (2019)
- L'ultima notte di Amore (2023)
- Il Maestro (2025)

### Sceneggiatore
- Escobar (Escobar: Paradise Lost), regia di Andrea Di Stefano (2014)
- The Informer - Tre secondi per sopravvivere (The Informer), regia di Andrea Di Stefano (2019)
- Bang Bang Baby (Bang Bang Baby), regia di Michele Alhaique, Giuseppe Bonito, Margherita Ferri (2022)
- L'ultima notte di Amore, regia di Andrea Di Stefano (2023)